# Parallelia multilineata
Parallelia multilineata är en fjärilsart som beskrevs av Holland 1894. Parallelia multilineata ingår i släktet Parallelia och familjen nattflyn. Inga underarter finns listade i Catalogue of Life.